# Megasema caelebs
Megasema caelebs är en fjärilsart som beskrevs av Otto Staudinger 1895. Megasema caelebs ingår i släktet Megasema och familjen nattflyn. Inga underarter finns listade i Catalogue of Life.